# Btooom!
Btooom! (Originalschreibweise BTOOOM!, jap. ブトゥーム!, Butūmu!) ist eine Manga-Serie des japanischen Zeichners Jun’ya Inoue. Sie erscheint seit 2009 in Japan, wurde in mehrere Sprachen übersetzt und als Anime adaptiert. Das Werk ist in die Genres Action und Science-Fiction einzuordnen.

## Inhalt
In seinem Leben hat der 22-jährige Ryōta Sakamoto (坂本 竜太) wenig erreicht: Er ist arbeitslos und wohnt bei seiner Mutter. Im Online-Spiel Btooom! aber gehört er zu den Besten weltweit. In dem Strategiespiel geht es darum, den Gegner mit Bomben zu besiegen und selbst den Angriffen der anderen auszuweichen. Ryōta gehört einem der erfolgreichsten Teams an. Eines Tages aber findet er sich auf einer tropischen Insel wieder, ohne zu wissen wie er dorthin kam. Auch andere teilen sein Schicksal, wie z. B. die 15-jährige Himiko (ヒミコ), die im Onlinespiel Ryōtas Frau ist. Diese müssen nun an einer realen Version des Onlinespiels teilnehmen, wobei jeder Bomben und ein Implantat zur Ortung erhalten hat mit dem Ziel einander zu töten, da man die Insel erst verlassen darf, wenn man acht Implantate gesammelt hat, das eigene mit inbegriffen.

## Veröffentlichung
Die Serie erschien zunächst im Manga-Magazin Weekly Comic Bunch von Ausgabe 29 (19. Juni 2009) bis zu dessen Einstellung mit Ausgabe 39 (27. August 2010) des Verlags. Danach wechselte die Serie in das Nachfolgemagazin Monthly Comic @Bunch, das seit dem 21. Januar 2011 erscheint. Die Kapitel wurden in insgesamt 26 Sammelbänden herausgebracht. Im März 2018 endete die Serie. Der Abschlussband existiert in zwei Versionen mit unterschiedlichen Enden; eine Version „dark“ und eine „light“ betitelt.
Eine deutsche Veröffentlichung kam von November 2013 bis Juni 2019 bei Tokyopop in 14 Doppelbänden heraus. Für die Bände 1–3, 4–6, 7–9 und 10–12 wurde jeweils ein limitierter Sammelschuber herausgegeben. Eine englische Übersetzung erscheint bei Yen Press, eine französische bei Glénat. Editorial Ivréa bringt eine spanische und Tong Li eine chinesische Fassung heraus.
Die Bände verkauften sich in Japan jeweils etwa 100.000-mal in den ersten Wochen nach ihrer Veröffentlichung.

## Anime-Adaption
Das Studio Madhouse produzierte 2012 unter der Regie von Kotono Watanabe eine zwölfteilige Anime-Fernsehserie auf Basis des bis dahin erschienenen Mangas. Das Drehbuch schrieb Yōsuke Kuroda und das Charakterdesign entwarf Takahiro Kishida. Für die künstlerische Leitung war Anna Ōizumi verantwortlich.
Die Serie wurde in Japan vom 4. Oktober bis zum 20. Dezember 2012 auf dem Sender Tokyo MX erstausgestrahlt, sowie mit einem Versatz von bis zu einer Woche auch auf AT-X, BS11 Digital, KBS Kyōto, Sun TV  und TV Aichi gezeigt. Über Streaming wurde der Anime von der Plattform Niconico angeboten, eine englisch untertitelte Fassung als Simulcast von Crunchyroll. Auf DVD und Blu-ray erschien die Serie in Japan, den Vereinigten Staaten und der Republik China (Taiwan).
Auf Deutsch wurde die Serie auf insgesamt vier DVDs bzw. Blu-rays durch Kazé Deutschland veröffentlicht. Zudem sind die Episoden auch online bei Anime on Demand verfügbar.

### Synchronisation
| Rolle          | Japanische Stimme (Seiyū) | Deutsche Stimme           |
| -------------- | ------------------------- | ------------------------- |
| Ryōta Sakamoto | Kanata Hongō              | Dirk Stollberg            |
| Himiko         | Suzuko Mimori             | Josephine Schmidt         |
| Masahito Date  | Ken Narita                | Sebastian Christoph Jacob |
| Kōsuke Kira    | Miyuki Sawashiro          | Christian Zeiger          |
| Shiki Murasaki | Rica Fukami               | Heide Domanowski          |
| Nobutaka Oda   | Yūichi Nakamura           | Arne Stephan              |
| Kiyoshi Taira  | Tōru Ōkawa                | Axel Lutter               |

### Musik
Die Musik der Serie komponierte Keiji Inai. Für den Vorspann verwendete man das Lied No Pain, No Game von Nano, für die letzte Folge jedoch Exist (エグジスト) von Nano. Die Abspanne wurden unterlegt mit Aozora von May’n, bei der letzten Folge mit dem Lied No Pain, No Game.